# 卡西米尔·雷乌特舍尔德
卡西米尔·雷乌特舍尔德（瑞典語：Casimir Reuterskiöld，1883年9月14日—1953年12月25日），瑞典男子射击运动员。他曾代表瑞典参加1920年夏季奥林匹克运动会射击比赛，获得男子团体50米手枪银牌。